# Rrogozhinë
Rrogozhinë ([rɔgɔʒin(ɘ)]; bepaalde vorm: Rrogozhina) is een stad (bashki) in West-Albanië. De stad maakt deel van de prefectuur Tirana. Rrogozhinë telt 22.000 inwoners (2011).

## Bestuurlijke indeling
Administratieve componenten (njësitë administrative përbërëse) na de gemeentelijke herinrichting van 2015 (inwoners tijdens de census 2011 tussen haakjes):
Kryevidh (4662) • Lekaj (5126) • Rrogozhinë (7049) • Sinaballaj (1191).
De stad wordt verder ingedeeld in 37 plaatsen: Ballaj, Demarkaj, Domën, Fliballije, German, Gosë e Madhe, Gosë e Vogël, Hamenraj, Harizaj, Hazdushk, Kalush, Kazie, Kërçukaj, Koçaj-Sheshaj, Kryeluzaj, Kryevidh, Lekaj, Luz i Madh, Methasanaj, Mlik, Mushnik, Okshtun, Patkë-Milot, Rreth-Greth, Rrogozhinë, Rrogozhinë Fshat, Rrostej, Shardushk, Shkozet , Sinaballaj, Spanesh, Spille, Stërbeg, Thartor, Vilë-Ballaj, Zambish, Zhabjak.

## Sport
De lokale voetbalclub KS Egnatia, die in 1964 opgericht werd, speelt in de Kategoria e Dytë, Albaniës derde nationale klasse. Het team werkt zijn thuiswedstrijden af in het Stadiumi Rrogozhinë, dat plaats biedt aan 4000 toeschouwers.

## Geboren
- Malvina Seferi (1989), Albanees-Italiaans model en televisiepersoonlijkheid
- Eugert Zhupa (1990), wielrenner

Belsh · Berat · Bulqizë · Cërrik · Delvinë · Devoll · Dibër · Dimal · Divjakë · Dropull · Durrës · Elbasan · Fier · Finiq · Fushë-Arrëz · Gjirokastër · Gramsh · Has · Himarë · Kamëz · Kavajë · Këlcyrë · Klos · Kolonjë · Konispol · Korçë · Krujë · Kuçovë  · Kukës · Kurbin · Lezhë · Libohovë · Librazhd · Lushnjë · Malësi e Madhe · Maliq · Mallakastër · Mat · Memaliaj · Mirditë · Patos · Peqin  · Përmet · Pogradec · Poliçan · Prrenjas · Pukë · Pustec · Roskovec · Rrogozhinë · Sarandë · Selenicë · Shijak · Shkodër · Skrapar · Tepelenë · Tirana · Tropojë · Vau i Dejës · Vlorë · Vorë

Deelgemeenten · Gemeenten · Prefecturen